# Ван Цзінвей
Ван Цзінвей (нар. 4 травня 1883 — 10 листопада 1944), народився як Ван Чжаомін, широко відомий під псевдонімом Цзінвей, був китайським політиком. Спочатку він входив до партії лівого крила Гоміндану, очолюючи уряд в Ухані в опозиції до правого уряду в Нанкіні. Після невдалих спроб співпраці з Комуністичною партією Китаю він проявляв дедалі більш антикомуністичну позицію. Співпраця з японцями змінили його політичні погляди на ультраправі.
Протягом останніх двадцяти років життя Сунь Ятсена Ван був його близьким соратником. Після смерті Суня у 1925 році Ван почав політичну боротьбу з Чан Кайші за контроль над Гомінданом, але програв. Попри розбіжності з Кайші Ван залишився в Гоміндані до початку, у 1937 році, Другої японсько-китайської війни, після чого він прийняв запрошення від Японської імперії сформувати в Нанкіні колабораціоністський уряд, який би підтримував Японію. Ван служив главою держави в японському маріонетковому уряді, поки не помер незадовго до закінчення Другої світової війни. Його внесок залишається дуже суперечливим серед істориків. Хоча його все ще вважають важливим учасником Синьхайської революції, його співпраця з Імператорською Японією є предметом академічних дебатів, його часто вважають зрадником у Війні опору, а ім'я стало синонімом зради.

## Молодість й освіта

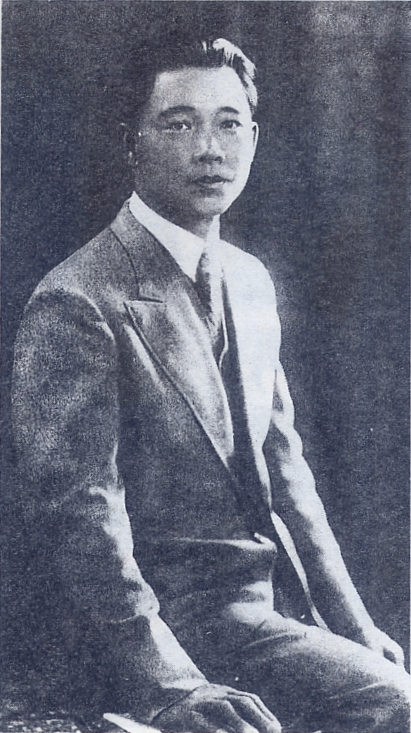
20-річний Ван Цзінвей.

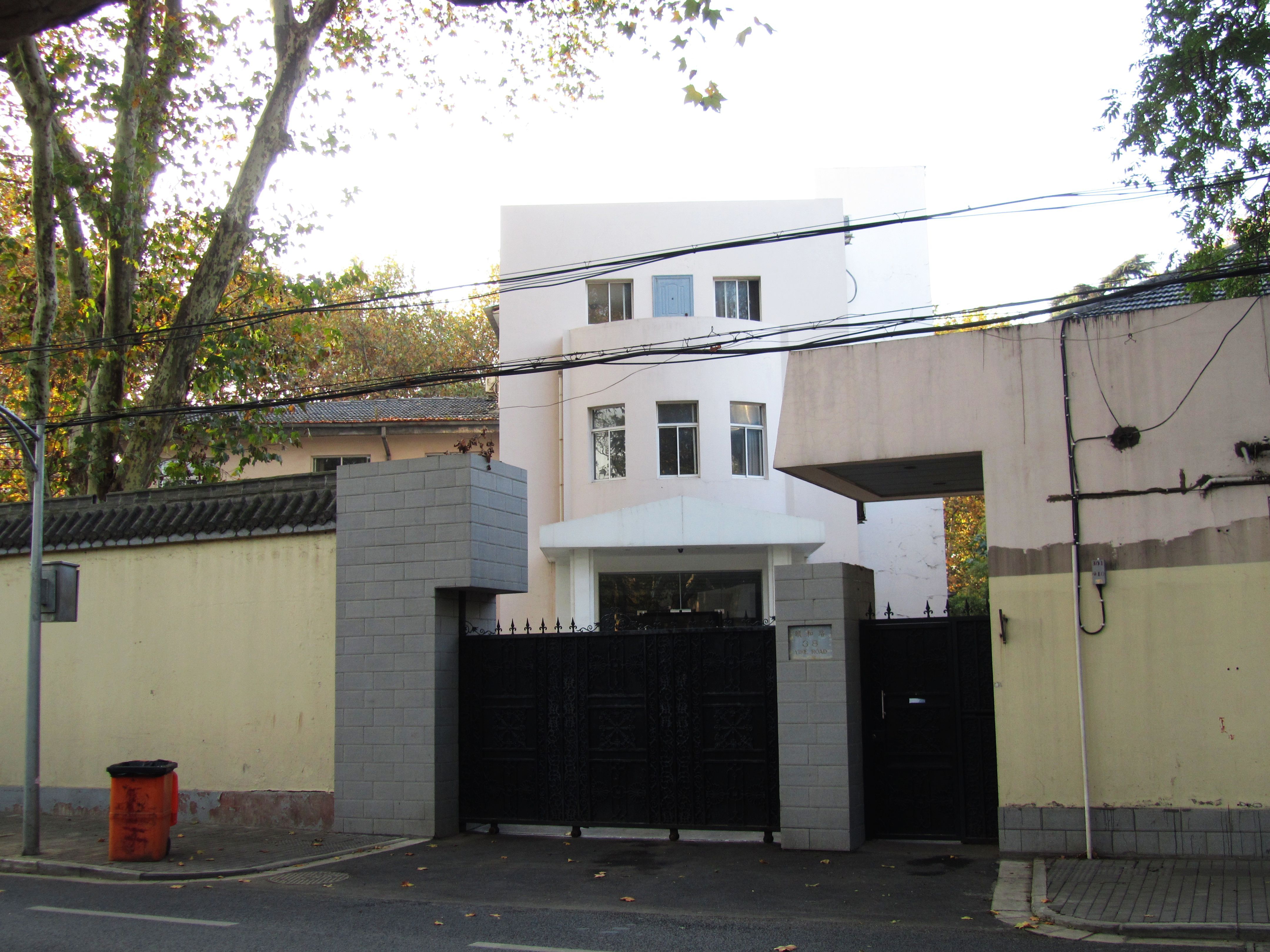
Колишня резиденція Ван Цзінвея у Нанкіні.

Ван народився у повіті Саньшуй, Гуандун, але походив з Чжецзяна. У 1903 році Ван отримав можливість поїхати до Японії як міжнародний студент коштом уряду династії Цін. У 1905 році він приєднався до організації Тунменхой. Ван почав звинувачувати династію Цін у тому, що вона стримувала Китай і робила його надто слабким для боротьби з експлуатацією західних імперіалістичних країн. Під час перебування в Японії, Ван став близькою довіреною особою Сунь Ятсена, а пізніше — одним із найважливіших членів раннього Гоміндану. Він був серед китайських націоналістів Японії, на яких вплинув російський анархізм. Він написав низку статей у журналах, які редагували Чжан Реньцзе, У Чжіхуей та група китайських анархістів у Парижі.

## Рання кар'єра
У роки, що передували Синьхайській революції (1911), Ван активно виступав проти уряду Ціна. У цей період він здобув популярність як чудовий оратор і рішучий прихильник китайського націоналізму. Його ув'язнили за змову у вбивстві регента, принца Чуна. Ван охоче визнав свою провину на суді. Він перебував у в'язниці з 1910 року до Учанського повстання наступного року. Після звільнення він став зразком національного героя.
Під час і після Синьхайської революції політичне життя Вана визначалося його протистоянням західному імперіалізму. На початку 1920-х років він обіймав кілька постів у революційному уряді Сунь Ятсена в Ґуанчжоу та був єдиним членом найближчого оточення Суня, який супроводжував його в поїздках за межі території, контрольованої Гомінданом протягом кількох місяців до смерті Суня. Багато хто вважає, що незадовго до смерті Суня, взимку 1925 року, він склав його заповіт. Він вважався одним із головних претендентів на заміну Суня на посаді лідера Гоміндану, але зрештою поступився Чан Кайші, втративши контроль над партією та армією. Очевидно, Ван втратив контроль над Гомінданом до 1926 року, коли після інциденту з військовим кораблем у Чжуншані Чан успішно відправив Вана з родиною у відпустку до Європи. Для Чана було важливо відвести Вана від Гуандуну, поки Чан виключав комуністів з Гоміндану, бо Ван тоді був лідером лівого крила Гоміндану, особливо симпатизуючи комуністам і комунізму, і, можливо, виступив проти Чана, якби той залишився в Китаї.

## Суперництво з Чан Кайші

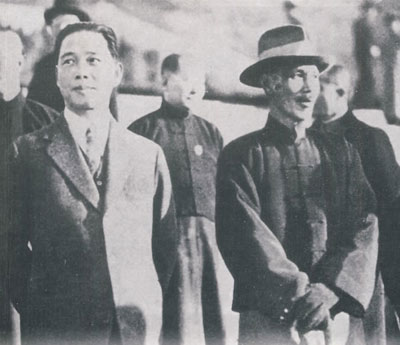
Ван Цзінвей і Чан Кайші у 1926 році

### Лідер уряду Уханя
Під час Північного походу Ван був провідною фігурою в лівій фракції Гоміндану, яка закликала до продовження співпраці з Комуністичною партією Китаю. Хоча Ван тісно співпрацював з китайськими комуністами в Ухані, він був філософськи налаштований проти комунізму та з підозрою ставився до радників Комінтерну Гоміндана. Він не вірив, що комуністи можуть бути справжніми патріотами чи справжніми китайськими націоналістами.
На початку 1927 року, незадовго до захоплення Чаном Шанхая і перенесення столиці до Нанкіна, фракція Вана оголосила столицею республіки Ухань. Під час керування урядом з Уханя Ван тісно співпрацював з провідними комуністичними діячами, включно з Мао Цзедуном, Чень Дусю та Михайлом Бородіним, а також відзначився провокаційною політикою земельної реформи. Пізніше Ван звинуватив у невдачі свого уряду в Ухані надмірне прийняття комуністичних планів. Режиму Вана протистояв Чан Кайші, який перебував у розпалі кривавої чистки комуністів у Шанхаї та закликав до просування далі на північ. Поділ між урядами Вана та Чана відомий як Поділ Нінханя.
У квітні 1927 Чан Кайші окупував Шанхай та розпочав криваве придушення ймовірних комуністів. Після придушення комуністичного руху у Шанхаї ліве крило Вана зазнало нападу з боку воєначальника, який підтримував Гоміндан, залишивши Чана єдиним законним лідером Республіки. Війська Гоміндану, що окупували території, раніше контрольовані Вангом, вчинили масові вбивства підозрюваних комуністів у багатьох районах: лише навколо Чанші за один двадцятиденний період було вбито понад десять тисяч людей. Боячись покарання як прихильник комуністів, Ван публічно заявив про свою вірність Чану перед втечею до Європи.

### Політична діяльність в уряді Чана
Між 1929 і 1930 роками Ван співпрацював з Фен Юсяном і Янь Сішанєм, щоб сформувати центральний уряд на противагу очолюваному Чаном. Ван взяв участь у конференції, організованій Янєм для розробки проєкту нової конституції, і мав служити прем'єр-міністром при Яні, який став президентом. Спроби Вана допомогти уряду Яня закінчилися, коли Чан переміг альянс у війні центральних рівнин.

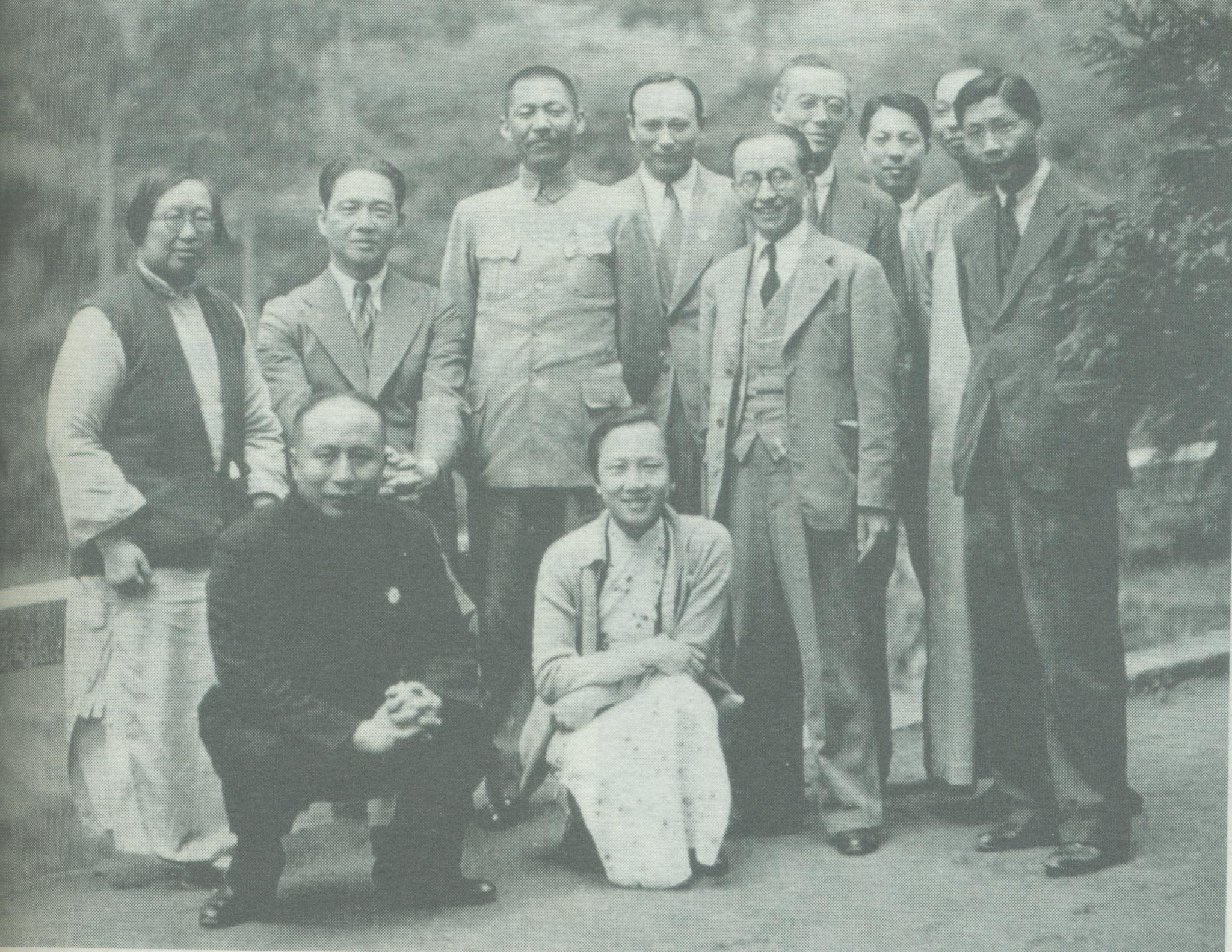
Ван Цзінвей (другий зліва) і Чень Біцзюнь (крайній зліва) в Британській Малайї, 1935.

У 1931 Ван приєднався до іншого уряду, що виступав проти Чана в Гуанчжоу. Після того, як Чан переміг цей режим, Ван примирився з нанкінським урядом Чана та обіймав високі пости протягом більшої частини десятиліття. Ван був призначений прем'єр-міністром саме тоді, коли почалася битва за Шанхай (1932). У нього були часті суперечки з Чаном, і він кілька разів йшов у відставку на знак протесту лише для того, щоб його відставку не прийняли. В результаті цієї боротьби за владу в середині Гоміндану Ван був змушений проводити більшу частину свого часу у вигнанні. Він їздив до Німеччини, де підтримував певні контакти з Адольфом Гітлером. Як лідер лівої фракції Гоміндану та людина, яка була тісно пов'язана з доктором Сунєм, Чан хотів, щоб Ван став прем'єр-міністром для захисту «прогресивної» репутацію свого уряду, який вів громадянську війну з комуністами та свого уряду від широко поширеної публічної критики політики Чана: «спочатку внутрішнє заспокоєння, потім зовнішній опір» (тобто спочатку перемогти комуністів, а потім протистояти Японії). Попри те, що Ван і Чан не любили і не довіряли один одному, Чан був готовий піти на компроміси, щоб зберегти Вана на посаді прем'єр-міністра:214–215. Стосовно Японії погляди Вана та Чана розходились у тому, що Ван був надзвичайно песимістично налаштований щодо здатності Китаю виграти майбутню війну з Японією (яку майже всі в Китаї 1930-х років вважали неминучою) та він був проти союзів з будь-якими іноземними державами у разі початку війни:215.

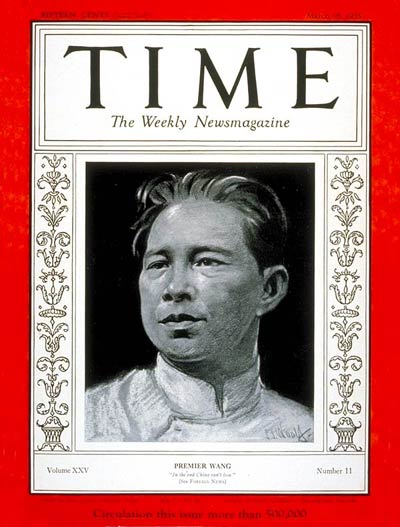
Ван Цзінвей на обкладинці журналу Time 1935 року

Ван був проти будь-яких спроб підпорядкувати Китай Японії. Він також вважав «білі держави», такі як Радянський Союз, Велика Британія та США, такою ж, якщо не більшою, небезпекою для Китаю. Він наполягав на перемозі Китаю Японії виключно власними зусиллями, якщо китайці сподівалися зберегти свою незалежність:234–235. Але водночас його віра в те, що Китай зараз надто економічно відсталий, щоб виграти війну проти Японії, яка агресивно модернізувалась після реставрації Мейдзі у 1867 році, зробила його прихильником уникнення війни з Японією майже за будь-яку ціну та спроб домовитися про якусь угоду з Японією, яка б зберегла незалежність Китаю:236. Чан навпаки вважав, що якщо його програмі модернізації дати достатньо часу, Китай виграє майбутню війну, і якщо війна розпочнеться до того, як його плани модернізації будуть завершені, він буде готовий вступити в союз з будь-якою іноземною державою для перемогти Японії, навіть включно з Радянським Союзом, який підтримував китайських комуністів у громадянській війні. Чан був набагато більш жорстким антикомуністом, ніж Ван, але Чан також був самопроголошеним «реалістом», який був готовий у разі потреби вступити в союз із Радянським Союзом:215. Хоча в короткостроковій перспективі Ван і Чан погодилися на політику «спочатку внутрішнього умиротворення, потім зовнішнього опору», в довгостроковій перспективі вони розійшлися, оскільки Ван був радше умиротворюваним, а Чан просто хотів виграти час для модернізації Китаю для майбутньої війни:237. Ефективності Гоміндану постійно заважали керівництво та особиста боротьба, наприклад, між Ваном і Чаном. У грудні 1935 Ван назавжди залишив посаду прем'єр-міністра після серйозного поранення під час замаху на нього, організованого місяцем раніше Ван Яцяо.
У 1936 Ван зіткнувся з Чаном через зовнішню політику. За іронією долі, лівий «прогресивний» Ван виступав за те, щоб прийняти німецько-японську пропозицію про підписання Китаєм Антикомінтернівського пакту, тоді як правий «реакціонер» Чан хотів зближення з Радянським Союзом:237–238. Під час інциденту 1936 року в Сіані, коли Чан потрапив у полон до свого генерала Чжан Сюеляна, Ван віддав перевагу відряджанню «каральної експедиції» для нападу на Чжана. Він, мабуть, був готовий піти на Чжана, але дружина Чана, Сун Мейлін, і зять, Т. В. Сун, побоювалися, що такі дії призведуть до смерті Чана та його заміни Ваном, тому вони успішно протистояли цьому.
Ван супроводжував уряд під час його відступу до Чунціна під час Другої японсько-китайської війни (1937—1945). Протягом цього часу він організував деякі праві групи по європейськім фашистським лініям всередині Гоміндану. Спочатку Ван був частиною про воєнної групи; але після того, як японцям вдалося захопити великі території прибережного Китаю, Ван став відомий своїм песимістичним поглядом на шанси Китаю у війні проти Японії. Він часто висловлював думки про поразку на зборах Гоміндану та продовжував говорити про те, що західний імперіалізм становить більшу небезпеку для Китаю та до більшого розчарування його соратників. Ван вважав, що Китаю необхідно досягти домовленості з Японією, щоб Азія могла протистояти західним державам.

## Союз із Державами «вісі»

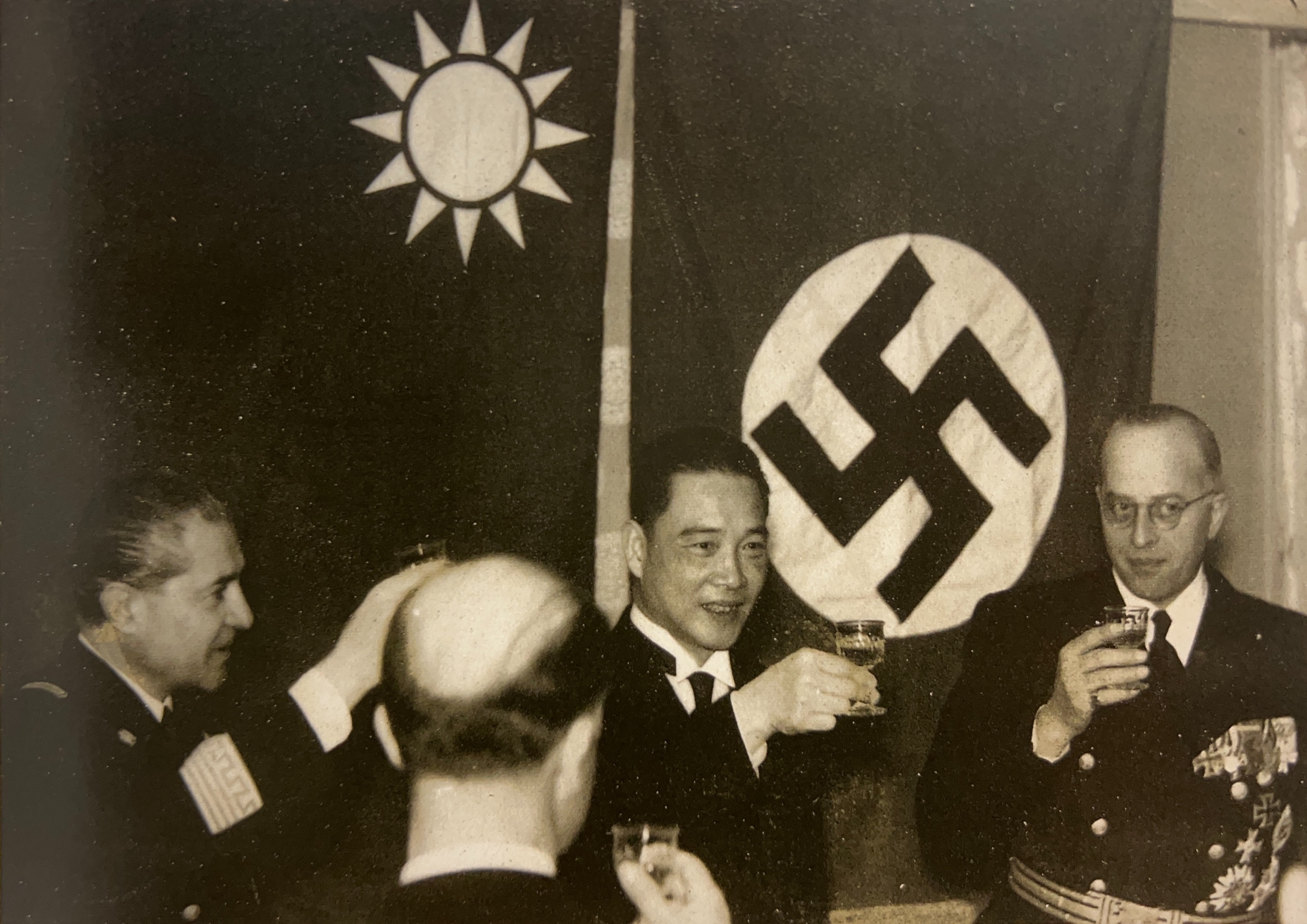
Ван приймав німецьких дипломатів, очолюючи державу (1941)

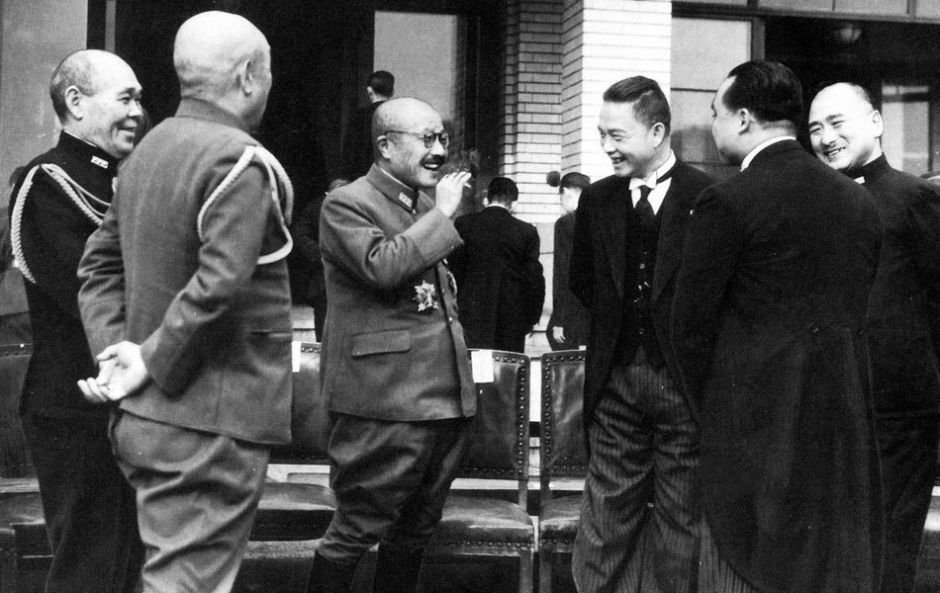
Тодзьо Хідекі та Ван Цзінвей (1942)

Наприкінці 1938 року Ван покинув Чунцин і переїхав до Ханоя, Французький Індокитай, де він пробув три місяці та оголосив про свою підтримку домовленостей з японцями. У цей час він отримав поранення під час замаху на нього агентами Гоміндану. Ван вилетів до Шанхаю, де розпочав переговори з японською владою. Японське вторгнення дало йому можливість, яку він довго шукав, створити новий уряд поза контролем Чан Кайші.
30 березня 1940 року Ван став главою держави, яка стала відомою як режим Ван Цзінвея (формально «Реорганізований національний уряд Республіки Китай»), який базувався в Нанкіні. Він виконував обов'язки президента виконавчого юаня та голови національного уряду (行政院長兼國民政府主席). У листопаді 1940 року уряд Вана підписав з японцями «китайсько-японський договір», документ, який порівнювали з двадцятьма однією вимогою Японії за широкі політичні, військові та економічні поступки. У червні 1941 року Ван виступив із публічним радіозверненням із Токіо, в якому він похвалив Японію та підтвердив підпорядкування Китаю їй, одночасно критикуючи уряд Гоміндану. Він пообіцяв співпрацювати з Японською імперією, щоб протистояти комунізму та західному імперіалізму. Ван продовжував керувати політикою всередині свого режиму відповідно до міжнародних відносин Чана з іноземними державами, захопивши Французьку концесію та Міжнародне шанхайське поселення у 1943 році, після того, як західні країни консенсусом погодилися скасувати екстериторіальність.
Уряд національного порятунку колабораціоністської «Китайської республіки», який очолив Ван, було створено на трьох принципах паназійства, антикомунізму та протистояння Чан Кайші. Ван продовжував підтримувати свої контакти з німецькими нацистами та італійськими фашистами, які він встановив під час еміграції.

## Адміністрація режиму Ван Цзінвея
Китайці під час режиму мали більший доступ до бажаних предметів розкоші часів війни, а японці насолоджувалися сірниками, рисом, чаєм, кавою, сигарами, їжею та алкогольними напоями, які були дефіцитними в Японії, але споживчі товари стали дефіцитнішими після вступу Японії у Другу світову війну. На окупованих Японією китайських територіях ціни на товари першої необхідності значно зросли в міру розширення військових зусиль Японії. У 1941 році у Шанхаї вони зросли в одинадцять разів.
Повсякденне життя в Нанкінській націоналістичній Китайській Республіці, яка перебувала під контролем уряду, часто була важкою. ситуація погіршилась ще більше, коли війна обернулася проти Японії (приблизно 1943 рік). Місцеві жителі вдавалися до чорного ринку, щоб отримати необхідні речі. Японська Кемпейтай, Токко, колабораціоністська китайська поліція та китайські громадяни на службі японців працювали над цензурою інформації, стежили за будь-якою опозицією та катували ворогів й інодумців. За допомогою «радників» японської армії було створено «рідне» секретне агентство Tewu. Японці також заснували центри ув'язнення для військовополонених, концентраційні табори та центри підготовки камікадзе для навчання пілотів.
Оскільки уряд Вана мав владу лише над територіями, які перебували під японською військовою окупацією, урядові особи, лояльні до Вана, мали обмежені можливості для полегшення страждань китайців під японською окупацією. Сам Ван став осередком антияпонського опору. Його демонізували та затаврували як «архі-зрадника» у Гоміндані та в комуністичній пропаганді. Ван і його уряд були дуже непопулярні серед китайського населення, яке вважало їх зрадниками як китайської держави, так і ханьської китайської ідентичності. Влада Вана постійно підривалася опором і саботажем.
Стратегія місцевої системи освіти полягала у створенні робочої сили, придатної для роботи на фабриках і шахтах, а також для фізичної праці в цілому. Японці також намагалися познайомити китайців зі своєю культурою та одягом. Скарги та агітація вимагали більш змістовного розвитку китайської освіти. Синтоїстські храми та подібні культурні центри були побудовані для того, щоб прищепити японську культуру та цінності. Цю діяльність припинили наприкінці війни.

## Смерть
У березні 1944 Ван виїхав до Японії для проходження курсу лікування рани, отриманої в результаті замаху в 1939 році. Він помер у Нагої 10 листопада 1944, менш ніж за рік до капітуляції Японії перед союзниками, таким чином уникнувши суду за державну зраду. Багато його старших послідовників, які дожили до кінця війни, були страчені. Повідомлень про його смерть в окупованому Китаї не надходило до полудня 12 листопада, після завершення пам'ятних заходів з нагоди народження Сунь Ятсена. Ван був похований у Нанкіні біля Мавзолею Сунь Ятсена, у майстерно побудованій гробниці. Невдовзі після поразки Японії уряд Гоміндану під керівництвом Чан Кайші переніс свою столицю знову до Нанкіна, могилу Вана було зруйновано, а тіло спалено. Сьогодні це місце — невеликий павільйоном, на якому зображено Вана як зрадника. 

## Спадщина
За його роль у війні у Тихоокеанському театрі більшість китайських істориків Тайваню та материкового Китаю після Другої світової війни вважали Вана зрадником. Його ім'я стало синонімом «зрадник» або «зрада» в материковому Китаї та на Тайвані, подібно до «квізлінг» в Європі, «Бенедикта Арнольда» в США або «Мір Джафара» в Бангладеш і Південній Азії. Комуністичний уряд материка зневажав Вана не лише за його співпрацю з японцями, але й за його антикомунізм, тоді як Гоміндан применшував його антикомуністичні настрої та наголошував на його співпраці з імперською Японією та зраді Чан Кайші. Комуністи також використовували його зв'язки з Гомінданом, щоб продемонструвати те, що вони вважали дволиким, зрадницьким характером Гоміндану. Обидві сторони применшували його попередні зв'язки з Сунь Ятсеном через його можливу співпрацю.
Попри те, що Ван мав недобру славу, вчені продовжують обговорювати, чи варто його однозначно засуджувати як зрадника, оскільки він також зробив великий внесок у Синьхайську революцію та був посередником між Комуністичною та Націоналістичною партіями у повоєнному Китаї. Вони стверджують, що Ван співпрацював з японцями, бо вважав, що це була єдина надія для його зневірених співвітчизників.

## Особисте життя
Ван був одружений з Чень Біцзюнь, у них народилося шестеро дітей, п'ятеро з яких дожили до зрілого віку. Старший син Веньцзінь народився у Франції у 1913 році. Старша донька Веньсін народилася у Франції у 1915 році, після 1948 року працювала вчителькою в Гонконзі, у 1984 році виїхала у США, де померла у 2015 році. Друга донька Ван Веньбінь народилася у 1920 році. Третя дочка Веньсюнь народилася в Гуанчжоу у 1922 році та померла у 2002 році в Гонконзі. Другий син Венті народився у 1928 році та був засуджений у 1946 році до 18 місяців ув'язнення за звинувачення у ханьцзяні. Після перебування у в'язниці він оселився в Гонконзі та з 1980-х років брав участь у багатьох освітніх проєктах.

## Додаткова література
- David P. Barrett and Larry N. Shyu, eds.; Chinese Collaboration with Japan, 1932—1945: The Limits of Accommodation Stanford University Press 2001.
- Gerald Bunker, The Peace Conspiracy; Wang Ching-wei and the China war, 1937—1941 Harvard University Press, 1972.
- James C. Hsiung and Steven I. Levine, eds. China's Bitter Victory: The War with Japan, 1937—1945 M. E. Sharpe, 1992.
- Ch'i Hsi-sheng, Nationalist China at War: Military Defeats and Political Collapse, 1937—1945 University of Michigan Press, 1982.
- Wen-Hsin Yeh, «Wartime Shanghai», Taylor & Francis e-Library, 2005.
- Rana Mitter, «Forgotten Ally: China's World War II. 1937—1945» Houghton Mifflin Harcourt, 2013. ISBN 978-0618894253. Complete re-examination of the Chinese wars with Japan which argues that the memory of 'betrayals' by Britain, America, and Russia continues to influence China's worldview today.
- Peter Kien-hong YU, Testing the Theory, WANG Jingwei Worked Under DAI Li, the Spymaster, https://www.storm.mg/article/3945430, dated September 19, 2021. Accused of Being a Big Traitor to China, Could WANG JingWei Be Rehabilitated？"Mainland China Studies Newsletter (Department of Political Science, National Taiwan University), No.135 (September 2020), pp. 7~20 and No.136 (December 2020), pp. 4~14. See also Chapter 2 and Appendix VII. WANG JingWei: A Talk About Some Labels That He Received (or Could Receive) During the March 1940 and November 1944 Period in ibid., Debunking Social Science and Confiding the _______ Theory (San Francisco: www.Academia.edu., January 2021), pages 151~160.(PDF) Debunking Social Science and Confiding the _______ Theory: Cheat and Last Cheat | peter k. h. yu — Academia.edu